# 大学専科

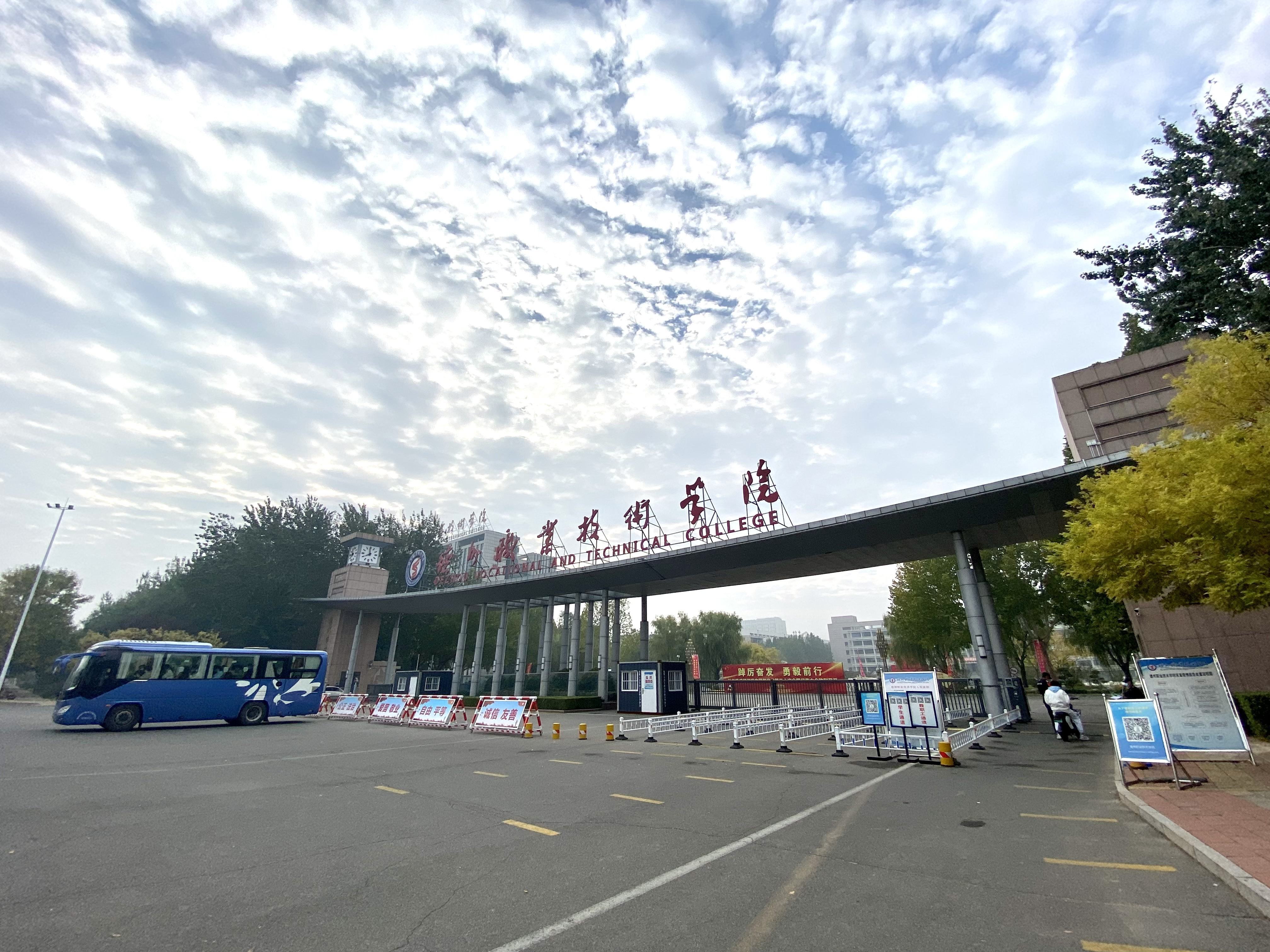
中国徳州市にある専科大学

大学専科、または専科大学とは、中国の高等教育機関の１つである。学制は２年か３年制が多く、卒業後大学専科学歴を与えるが、学位は与えない。日本の短期大学または専門学校と近い位置づけになる。専科大学に対して、４年制大学は本科大学と呼ぶ。
高等教育としての専科大学以外に、中学校卒業して入学する５年一貫制専科大学がある。それは日本の高等専門学校に当たる。
独立している専科大学もあれば、４年制大学に専科コースを設置する大学もある。専科大学卒業後、４年制大学の３年次に編入するための「専昇本」試験に受かれば、４年制大学に編入できる。

## 参照
1. ↑  “5．中国の学校系統図：文部科学省”. www.mext.go.jp. 2023年3月13日閲覧。
2. ↑  “中国の大学の本科と専科の違いの大学・大学院情報｜スタディサプリ 社会人大学・大学院”. shingakunet.com. 2023年3月13日閲覧。